# Giovanni Cornacchini
Giovanni Cornacchini (Fano, 22 luglio 1965) è un allenatore di calcio ed ex calciatore italiano, di ruolo attaccante.
Soprannominato Condor per il suo modo di giocare da rapace, è stato tra i più prolifici centravanti in Serie C1 a cavallo degli anni 80 e 90, aggiudicandosi per cinque volte la classifica cannonieri di categoria e realizzando nella stessa 117 reti complessive.

## Caratteristiche tecniche

### Giocatore
Attaccante brevilineo e rapido negli spazi stretti, si distingueva per l'opportunismo in area di rigore, con cui sopperiva alle carenze tecniche. Nonostante la statura non elevata (169 cm), era abile nel gioco aereo, sfruttando le sue doti di elevazione.

## Carriera

### Giocatore

Un giovane Cornacchini agli esordi nel Fano

Cresciuto nel Fano, vi esordisce in Serie C1 appena sedicenne nel campionato di Serie C1 1981-1982. Nel 1985 passa per una stagione al Foligno, per tornare alla casa base per un altro anno.
Nel 1987 viene acquistato dalla Reggiana, dove rimane per una stagione senza brillare (5 reti in 29 partite). Ceduto alla Virescit Bergamo, mette a segno 11 reti nel campionato concluso dai lombardi con la retrocessione; a fine stagione viene ingaggiato dal Piacenza, a sua volta retrocesso dalla Serie B. In Emilia disputa due campionati di Serie C1, realizzando 38 reti e conquistando per due volte il titolo di capocannoniere, oltre alla promozione in cadetteria al termine della stagione 1990-1991.
Acquistato dal Milan nel 1991, in Serie A è chiuso da giocatori come Marco van Basten e Ruud Gullit, giocando 3 partite (esordio il 15 settembre 1991 a Torino contro la Juventus) e fregiandosi del titolo di campione d'Italia.
L'anno successivo torna in Serie C1 al Perugia, acquistato per oltre 3 miliardi di lire, dove in tre anni segna 60 reti: nelle prime due annate è capocannoniere del proprio girone in Serie C1, e dopo la promozione in Serie B è secondo nella classifica marcatori solo a Giovanni Pisano. A Perugia è ricordato come bomber del Grifo.
A partire dal settembre 1994, tuttavia, Cornacchini si scontra sempre più spesso con il presidente Luciano Gaucci, a causa della gestione disciplinare imposta da quest'ultimo. A novembre 1995 passa al Bologna per un miliardo e mezzo di lire: in rossoblù non riesce a esprimersi sui livelli degli anni precedenti, pur conquistando la promozione in Serie A.
Nell'estate 1996 approda al rampante Vicenza di Francesco Guidolin. In avvio di campionato è titolare, per poi perdere progressivamente il posto e ritrovarlo solo sul finire di stagione. Trova maggiori soddisfazioni in Coppa Italia dove emerge quale bomber della squadra biancorossa che da outsider riesce a conquistare il trofeo: tra gli altri, il 25 febbraio 1997, nella semifinale di ritorno contro il Bologna, segna all'88' il gol che consente ai veneti di accedere alla doppia finale poi vinta contro il Napoli. Sempre contro i partenopei, il 1º giugno allo stadio San Paolo, disputa quella che rimarrà la sua ultima gara in Serie A; uno solo il gol messo a segno in massima categoria, il precedente 20 aprile, in Vicenza-Perugia (4-1) sul neutro di Reggio Emilia.

Cornacchini al Vicenza nella stagione 1996-1997

Nell'arco della successiva stagione cambia ben tre maglie: inizia al Padova e a novembre 1997 passa al Castel di Sangro, entrambe in Serie B. Nel febbraio 1998, dopo 7 presenze nella formazione abruzzese, si trasferisce alla Ternana, in Serie C1, dove contribuisce con 13 presenze e 3 reti alla promozione della squadra allenata da Luigi Delneri.
Dopo una nuova stagione a Padova, in Serie C1, chiude la carriera nelle serie inferiori, con Gubbio, Fano e Cagliese.

### Allenatore

#### Anni 2000
Esordisce come allenatore in Serie D, sulle panchine di Cagliese, Canavese e Sansepolcro. Dal 2007 ha allenato il Group Città di Castello, che ha guidato alla promozione in Serie D al termine della stagione 2008-2009; grazie a questa promozione è stato premiato con il titolo della Panchina Verde.
Il 30 giugno 2009 viene annunciato il suo ingaggio come allenatore del Fano, in sostituzione di Lazzaro Gaudenzi. La stagione si conclude con la sconfitta ai play-off contro il Gubbio di Vincenzo Torrente, e il 29 giugno 2010, a causa dei problemi societari, si dimette dall'incarico.

#### Anni 2010
Dopo una stagione alla guida della Fermana, in Eccellenza marchigiana, dove perde la promozione all'ultimo minuto dell'ultima giornata nello scontro diretto contro l'Ancona, nell'estate 2011 passa in Serie D sedendosi sulla panchina della Civitanovese, con cui chiude il campionato al quarto posto approdando ai play-off poi persi contro l'Ancona. Dopo un'ulteriore stagione a Civitanova Marche, in cui raggiunge la salvezza nonostante un campionato vissuto sempre nella parte bassa della classifica, nel maggio 2013 viene annunciato come nuovo tecnico dell'Ancona per la stagione 2013-2014. Con i dorici vince il campionato di Serie D con tre turni di anticipo, ottenendo la promozione in Lega Pro.
Il 30 giugno 2016 risolve consensualmente il contratto che lo legava all'Ancona, e il 16 luglio seguente diventa il nuovo allenatore della Viterbese Castrense. Viene sollevato dall'incarico l'8 dicembre, dopo un periodo negativo (quattro punti raccolti nelle ultime otto gare), salvo poi essere richiamato il 21 febbraio 2017. Viene nuovamente esonerato il successivo 20 marzo e sostituito da Rosolino Puccica.
Il 12 giugno 2017 diventa il nuovo tecnico del Gubbio, facendo così ritorno nella squadra umbra 16 anni dopo averne vestito la maglia da calciatore. Il 25 settembre, dopo cinque giornate di campionato con un solo punto realizzato, viene esonerato.
Il 12 agosto 2018 è nominato nuovo tecnico del Bari, ripartito dalla Serie D dopo il fallimento societario. A coronamento di un campionato condotto sempre in testa alla classifica, il 18 aprile 2019 il club pugliese si aggiudica la promozione in Serie C con due turni di anticipo. Viene confermato anche per la stagione successiva ma il 22 settembre 2019, dopo un avvio sottotono in campionato e culminato nella sconfitta contro la Virtus Francavilla, viene esonerato.

#### Anni 2020
Il 6 dicembre 2020 viene nominato nuovo tecnico della Fermana, tornando ad allenare la formazione canarina dopo nove anni. Rimane a Fermo sino al termine del campionato, raggiungendo la salvezza; al termine della stagione decide di non rinnovare il contratto col club marchigiano. A luglio 2021 viene ingaggiato dal Forlì, club di Serie D. L'esperienza nel club romagnolo si esaurisce tuttavia già nell'ottobre seguente, quando viene sollevato dall'incarico a causa di un negativo avvio di campionato.
Il 9 febbraio 2023 viene nominato nuovo tecnico della Pro Vasto, in Serie D. Non riesce a traghettare la squadra alla salvezza, retrocedendo dopo la sconfitta ai play-out per mano del Termoli. Il 4 dicembre 2023 torna dopo tredici anni sulla panchina del Fano, sempre in Serie D. Il 29 febbraio 2024, dopo la sconfitta interna 2-4 contro il Notaresco e con la squadra terzultima in classifica, rassegna le dimissioni.
Il 26 agosto 2024 viene nominato tecnico dell'Aurora Treia, squadra militante nel campionato marchigiano di Promozione; viene esonerato dalla società treiese il successivo 8 dicembre.

## Statistiche

### Statistiche da allenatore
Statistiche aggiornate al 29 febbraio 2024.
| Stagione                       | Squadra                        | Campionato                     | Campionato | Campionato | Campionato | Campionato | Coppe nazionali | Coppe nazionali | Coppe nazionali | Coppe nazionali | Coppe nazionali | Coppe continentali | Coppe continentali | Coppe continentali | Coppe continentali | Coppe continentali | Altre coppe | Altre coppe | Altre coppe | Altre coppe | Altre coppe | Totale | Totale | Totale | Totale | Vittorie % | Piazzamento        |
| Stagione                       | Squadra                        | Comp                           | G          | V          | N          | P          | Comp            | G               | V               | N               | P               | Comp               | G                  | V                  | N                  | P                  | Comp        | G           | V           | N           | P           | G      | V      | N      | P      | %          | Piazzamento        |
| ------------------------------ | ------------------------------ | ------------------------------ | ---------- | ---------- | ---------- | ---------- | --------------- | --------------- | --------------- | --------------- | --------------- | ------------------ | ------------------ | ------------------ | ------------------ | ------------------ | ----------- | ----------- | ----------- | ----------- | ----------- | ------ | ------ | ------ | ------ | ---------- | ------------------ |
| 2003-2004                      | Cagliese                       | D                              | 34         | 13         | 9          | 12         | CI-D            | 2               | 1               | 0               | 1               | -                  | -                  | -                  | -                  | -                  | -           | -           | -           | -           | -           | 36     | 14     | 9      | 13     | 38,89      | 7º                 |
| 2004-2005                      | Canavese                       | D                              | 34         | 10         | 11         | 13         | CI-D            | 2               | 1               | 0               | 1               | -                  | -                  | -                  | -                  | -                  | -           | -           | -           | -           | -           | 36     | 11     | 11     | 14     | 30,56      | 12º                |
| 2005-2006                      | Sansepolcro                    | D                              | 34         | 12         | 14         | 8          | CI-D            | 2               | 1               | 0               | 1               | -                  | -                  | -                  | -                  | -                  | -           | -           | -           | -           | -           | 36     | 13     | 14     | 9      | 36,11      | 6º                 |
| 2007-2008                      | Group Città di Castello        | Ecc.                           | 34+6       | 18+2       | 11+2       | 5+1        | CI-E            | 3               | 2               | 0               | 1               | -                  | -                  | -                  | -                  | -                  | -           | -           | -           | -           | -           | 43     | 22     | 13     | 7      | 51,16      | 2º                 |
| 2008-2009                      | Group Città di Castello        | Ecc.                           | 34+1       | 21         | 10+1       | 3          | CI-E            | 2               | 1               | 0               | 1               | -                  | -                  | -                  | -                  | -                  | -           | -           | -           | -           | -           | 36     | 12     | 15     | 9      | 33,33      | 1º (prom.)         |
| Totale Group Città di Castello | Totale Group Città di Castello | Totale Group Città di Castello | 75         | 41         | 24         | 9          |                 | 5               | 3               | 0               | 2               |                    | -                  | -                  | -                  | -                  |             | -           | -           | -           | -           | 80     | 44     | 24     | 11     | 55,00      |                    |
| 2009-2010                      | Fano                           | 2D                             | 34+2       | 14         | 13         | 7+2        | CI-LP           | 4               | 2               | 0               | 2               | -                  | -                  | -                  | -                  | -                  | -           | -           | -           | -           | -           | 40     | 16     | 13     | 11     | 40,00      | 4º                 |
| 2010-2011                      | Fermana                        | Ecc.                           | 38+2       | 26         | 8+1        | 4+1        | CI-E            | 2               | 0               | 2               | 0               | -                  | -                  | -                  | -                  | -                  | -           | -           | -           | -           | -           | 42     | 26     | 11     | 5      | 61,90      | 2º                 |
| 2011-2012                      | Civitanovese                   | D                              | 34+1       | 19         | 11         | 4+1        | CI-D            | 3               | 2               | 0               | 1               | -                  | -                  | -                  | -                  | -                  | -           | -           | -           | -           | -           | 38     | 21     | 11     | 6      | 55,26      | 4º                 |
| 2012-2013                      | Civitanovese                   | D                              | 34         | 11         | 9          | 14         | CI-D            | 4               | 2               | 1               | 1               | -                  | -                  | -                  | -                  | -                  | -           | -           | -           | -           | -           | 38     | 13     | 10     | 15     | 34,21      | 10º                |
| Totale Civitanovese            | Totale Civitanovese            | Totale Civitanovese            | 69         | 30         | 20         | 19         |                 | 7               | 4               | 1               | 2               |                    | -                  | -                  | -                  | -                  |             | -           | -           | -           | -           | 76     | 34     | 21     | 21     | 44,74      |                    |
| 2013-2014                      | Ancona                         | D                              | 34+2       | 23+1       | 9          | 2+1        | CI-D            | 2               | 1               | 0               | 1               | -                  | -                  | -                  | -                  | -                  | -           | -           | -           | -           | -           | 38     | 25     | 9      | 4      | 65,79      | 1º (prom.)         |
| 2014-2015                      | Ancona                         | LP                             | 38         | 14         | 15         | 9          | CI-LP           | 2               | 1               | 0               | 1               | -                  | -                  | -                  | -                  | -                  | -           | -           | -           | -           | -           | 40     | 15     | 15     | 10     | 37,50      | 6º                 |
| 2015-2016                      | Ancona                         | LP                             | 34         | 14         | 11         | 9          | CI+CI-LP        | 2+2             | 1+1             | 0+0             | 1+1             | -                  | -                  | -                  | -                  | -                  | -           | -           | -           | -           | -           | 38     | 16     | 11     | 11     | 42,11      | 4º                 |
| Totale Ancona                  | Totale Ancona                  | Totale Ancona                  | 108        | 52         | 35         | 21         |                 | 8               | 4               | 0               | 4               |                    | -                  | -                  | -                  | -                  |             | -           | -           | -           | -           | 116    | 56     | 35     | 25     | 48,28      |                    |
| 2016-2017                      | Viterbese Castrense            | LP                             | 21         | 7          | 5          | 9          | CI-LP           | 2               | 1               | 0               | 1               | -                  | -                  | -                  | -                  | -                  | -           | -           | -           | -           | -           | 23     | 8      | 5      | 10     | 34,78      | Eson., Sub., Eson. |
| ago.-set. 2017                 | Gubbio                         | C                              | 5          | 0          | 1          | 4          | CI-C            | 0               | 0               | 0               | 0               | -                  | -                  | -                  | -                  | -                  | -           | -           | -           | -           | -           | 5      | 0      | 1      | 4      | &0,00      | Eson.              |
| 2018-2019                      | Bari                           | D                              | 34+2       | 24         | 6+1        | 4+1        | CI-D            | 1               | 0               | 0               | 1               | -                  | -                  | -                  | -                  | -                  | -           | -           | -           | -           |             | 37     | 24     | 7      | 6      | 64,86      | 1º (prom.)         |
| ago.-set. 2019                 | Bari                           | C                              | 5          | 2          | 1          | 2          | CI-C            | 2               | 1               | 0               | 1               | -                  | -                  | -                  | -                  | -                  | -           | -           | -           | -           |             | 7      | 3      | 1      | 3      | 42,86      | Eson.              |
| Totale Bari                    | Totale Bari                    | Totale Bari                    | 41         | 26         | 8          | 7          |                 | 3               | 1               | 0               | 2               |                    | -                  | -                  | -                  | -                  |             | -           | -           | -           | -           | 44     | 27     | 8      | 9      | 61,36      |                    |
| dic. 2020-2021                 | Fermana                        | C                              | 25         | 7          | 11         | 7          | -               | -               | -               | -               | -               | -                  | -                  | -                  | -                  | -                  | -           | -           | -           | -           | -           | 25     | 7      | 11     | 7      | 28,00      | Sub., 13º          |
| Totale Fermana                 | Totale Fermana                 | Totale Fermana                 | 65         | 33         | 20         | 12         |                 | 2               | 0               | 2               | 0               |                    | -                  | -                  | -                  | -                  |             | -           | -           | -           | -           | 67     | 33     | 22     | 12     | 49,25      |                    |
| lug.-ott. 2021                 | Forlì                          | D                              | 8          | 2          | 2          | 4          | CI-D            | 1               | 0               | 0               | 1               | -                  | -                  | -                  | -                  | -                  | -           | -           | -           | -           | -           | 9      | 2      | 2      | 5      | 22,22      | Eson.              |
| feb.-giu. 2023                 | Pro Vasto                      | D                              | 12+1       | 3          | 3          | 6+1        | CI-D            | -               | -               | -               | -               | -                  | -                  | -                  | -                  | -                  | -           | -           | -           | -           | -           | 13     | 3      | 3      | 7      | 23,08      | Sub., 14º (retr.)  |
| dic. 2023-feb. 2024            | Fano                           | D                              | 9          | 1          | 4          | 4          | CI-D            | -               | -               | -               | -               | -                  | -                  | -                  | -                  | -                  | -           | -           | -           | -           | -           | 9      | 1      | 4      | 4      | 11,11      | Sub., Dimis.       |
| Totale Fano                    | Totale Fano                    | Totale Fano                    | 45         | 15         | 17         | 13         |                 | 4               | 2               | 0               | 2               |                    | -                  | -                  | -                  | -                  |             | -           | -           | -           | -           | 49     | 17     | 17     | 15     | 34,69      |                    |
| Totale carriera                | Totale carriera                | Totale carriera                | 545        | 229        | 165        | 151        |                 | 37              | 18              | 3               | 16              |                    | -                  | -                  | -                  | -                  |             | -           | -           | -           | -           | 582    | 247    | 168    | 166    | 42,44      |                    |

## Palmarès

### Giocatore

#### Club
- Campionato italiano Serie C1: 2

Piacenza: 1990-1991 (girone A)
Perugia: 1993-1994 (girone B)
- Campionato italiano: 1

Milan: 1991-1992
- Campionato italiano di Serie B: 1

Bologna: 1995-1996
- Coppa Italia: 1

Vicenza: 1996-1997

#### Individuale
- Capocannoniere della Serie C1: 5

1986-1987 (13 gol), 1989-1990 (16 gol), 1990-1991 (22 gol), 1992-1993 (19 gol), 1993-1994 (20 gol)

### Allenatore
- Campionato italiano di Serie D: 2

Ancona: 2013-2014 (girone F)
Bari: 2018-2019 (girone I)